# Алексеев, Александр Геннадьевич (футболист)
Алекса́ндр Генна́дьевич Алексе́ев (23 августа 1989, Ленинград, СССР) — российский футболист.

## Карьера
Воспитанник санкт-петербургского футбола. Начинал свою карьеру в коллективах КФК. В 2011 году в составе команды ЛТА принял участие в соревнованиях Открытой студенческой футбольной лиги на Украине. В этом же году с 44 мячами стал лучшим бомбардиром чемпионата Ленинградской области.
В 2012 году попал в состав эстонской «Нарвы-Транс», за которую отыграл один сезон в Мейстрилиге. Провел два матча в Лиге Европы.
В следующем сезоне вошёл в заявку клуба-новичка второго российского дивизиона ФК «Тосно». Но уже через месяц клуб расстался с футболистом, за него Алексеев успел провести только 1 игру на стадии 1/128 финала Кубка России.
2 сентября 2013 года стал игроком «Пскова-747». В сезоне 2015/2016 нападающий с 13 голами стал вторым снайпером в зоне «Запад». В гонке бомбардиров его смог только опередить Михаил Маркосов. В июне 2016 года подписал контракт с ивановским «Текстильщиком». В дебютном матче за команду в рамках Кубка России забил гол в ворота костромского «Динамо».

## Достижения
- Финалист Кубка Эстонии (1): 2011/12.
- Финалист Суперкубка Эстонии (1): 2012.